# Taste the Pain
Taste the Pain – piosenka Red Hot Chili Peppers pochodząca z albumu Mother’s Milk, utwór został użyty jako soundtrack do filmu Say Anything. Wydano jako singel. W utworze Flea gra na trąbce.

## Lista utworów
CD single (1989)
1. „Taste the Pain (Album)”
2. „Millionaires Against Hunger (Previously Unreleased)”
3. „Castles Made of Sand (Live)”
4. „Higher Ground (Daddy-O Mix)”

CD version 2 (1990)
1. „Taste the Pain (Single)”
2. „Taste the Pain (Album)”
3. „Show Me Your Soul (Previously Unreleased)”
4. „Nevermind (Album)”

7” single (1989)
1. „Taste the Pain (Album)”
2. „Show Me Your Soul (Previously Unreleased)”

8” square shaped 7” single (1989)(Numbered)
1. „Taste the Pain (Album)”
2. „Show Me Your Soul (Previously Unreleased)”
3. „Castles Made of Sand (Live)”

12” single (1989)
1. „Taste the Pain (Album)”
2. „Show Me Your Soul (Previously Unreleased)”
3. „If You Want Me to Stay (Album)”
4. „Nevermind (Album)”